# Accolans
Accolans település Franciaországban, Doubs megyében. Lakosainak száma 88 fő (2022. január 1.). Accolans Grammont, Soye, Mancenans, Bournois, Geney és Belles-Fontaines községekkel határos.

## Népesség
A település népességének változása:
| Lakosok száma | 84   | 84   | 84   | 87   | 101  | 100  | 96   | 90   | 89   | 88   |
|               | 1968 | 1982 | 1990 | 2006 | 2013 | 2015 | 2017 | 2019 | 2020 | 2022 |